# Andrew Benz
Andrew Benz (Yorba Linda, 21 aprile 1994) è un ex pallavolista statunitense, nel ruolo di centrale.

## Carriera

### Club
La carriera di Andrew Benz inizia nei tornei scolastici californiani, giocnado per la Esperanza High School. Dopo il diploma entra a far parte del programma di pallavolo maschile della UC Irvine, partecipando alla NCAA Division I dal 2013 al 2017, saltando tuttavia la prima annata e raggiungendo le Final 6 nel 2015.
Nella stagione 2017-18 firma il suo primo contratto professionistico in Germania, ingaggiato dal Solingen in 1. Bundesliga: al termine dell'annata, dopo una breve partentesi con il Costa Mesa Stunners per la NVA 2018, abbandona la pallavolo giocata.